# Campeonato Asiático de Handebol Feminino de 1997
O Campeonato Asiático de Handebol Feminino de 1997 foi a sexta edição do principal campeonato de andebol (português europeu) ou handebol (português brasileiro) feminino do continente asiático. A Jordânia foi o país sede e os jogos ocorreram na cidade de Amã, mesmo sendo país sede os anfitriões não mandaram representantes.
A Coreia do Sul foi campeã pela sexta vez, com a China segundo e o Japão terceiro.